# Amitostigma thailandicum
Amitostigma thailandicum är en orkidéart som beskrevs av Gunnar Seidenfaden och Thaithong. Amitostigma thailandicum ingår i släktet Amitostigma och familjen orkidéer.
Artens utbredningsområde är Thailand. Inga underarter finns listade i Catalogue of Life.